# Microregione di Montanha
Montanha è una microregione dello Stato dell'Espírito Santo in Brasile appartenente alla mesoregione di Litoral Norte Espírito-Santense.

## Comuni
Comprende 4 comuni:
- Montanha
- Mucurici
- Pinheiros
- Ponto Belo